# Norman Dello Joio
Norman Dello Joio (Nueva York (Nueva York), 24 de enero de 1913 - East Hampton (Nueva York), 24 de julio de 2008) fue un compositor estadounidense.

## Biografía
Dello Joio nació en Nueva York, siendo hijo de inmigrantes italianos. Inició su carrera como organista y director de coro en la Star of the Sea Church en City Island a los 14 años. Su padre era organista y pianista y además entrenó a varios de los cantantes de la Metropolitan Opera House. Empezó a enseñarle a Norman a tocar piano después de que cumpliera los cuatro años. Durante su adolescencia recibió clases de órgano con su padrino Pietro Yon, quien era el organista de la Catedral de San Patricio de Nueva York. En 1939, Dello Joio recibió una beca para asistir a la Academia Juilliard, en donde estudió composición bajo la tutela de Bernard Wagenaar.
Mientras era estudiante, trabajó como organista en la St. Anne's Church, pero poco después abandonó el trabajo. En 1941, empezó a estudiar con Paul Hindemith. Para finales de los años 1940, Dello Joio era un compositor conocido. Su obra más famosa para vientos es Fantasies on a Theme by Haydn, compuesto para el Grupo de Vientos de la Universidad Estatal de Míchigan. Dello Joio también escribió varias piezas para orquestas de vientos escolares y profesionales, incluyendo Choreography: Three Dances for String Orchestra.
Dello Joio recibió numerosos reconocimientos durante su carrera. En 1957, Dello Joio ganó el Premio Pulitzer en Música por su pieza Meditations on Ecclesiastes. Asimismo, Variations, Chaconne and Finale ganó el New York Critics Circle Award en 1948. En 1965, recibió el Premio Emmy por la música que compuso para el especial televisivo The Louvre. Para esta producción, Dello Joio compuso una suite de cinco movimientos titulada Scenes. 
Dello Joio también se desempeñó como profesor, enseñando en el Sarah Lawrence College entre 1944 y 1955 y posteriormente en la Mannes College The New School for Music. También fue profesor y decano del College of Fine Arts de la Universidad de Boston. En 1978, se retiró y se mudó a Long Island. Dello Joio continuó componiendo durante sus últimos años. Murió el 24 de julio de 2008 en su hogar en East Hampton (Nueva York).